# بني مسروق (ريمة)

تعديل مصدري - تعديل

بني مسروق أو قرية بني مسروق  هي إحدى قرى عزلة الضبارةالواقعة ضمن مديرية مديرية كسمة التابعة لمحافظة ريمة، بلغ تعداد سكانها (2010) نسمة حسب تعداد اليمن لعام 2004.

## المحلات التابعة للقرية
- المرباء
- الجورة
- لرجم
- القابل السافل
- مغربة اللبن
- عروه
- المالح
- القفل
- حمه
- الحقل
- صعدة
- الشرف
- جرنه
- السهلة

## روابط خارجية
- الدليل الشامــل